# Комісова Віра Яківна
Віра Яківна Комісова (рос. Вера Яковлевна Комисова, при народженні Нікітіна (Никитина), 11 червня 1953) — радянська легкоатлетка, олімпійська чемпіонка.

## Виступи на Олімпіадах
| Олімпіада   | Дисципліна                    | Місце |
| ----------- | ----------------------------- | ----- |
| Москва 1980 | біг на 100 метрів з бар'єрами | 1     |
| Москва 1980 | естафета 4 x 100 метрів       | 2     |